# Ciorneanka, Kahovka
Ciorneanka (în ucraineană Чорнянка) este o comună în raionul Kahovka, regiunea Herson, Ucraina, formată numai din satul de reședință.

## Demografie
Componența lingvistică a comunei Ciorneanka
     Ucraineană (91,32%)
     Rusă (7,99%)
     Alte limbi (0,49%)
Conform recensământului din 2001, majoritatea populației comunei Ciorneanka era vorbitoare de ucraineană (91,32%), existând în minoritate și vorbitori de rusă (7,99%).